# Eve Harlow
Eve Harlow (Moskou, 20 juni 1989) is een in Rusland geboren Canadese actrice.

## Biografie
Harlow werd geboren in Moskou. Haar ouders zijn Russisch Joden van Mongolische en Midden-Oosten afkomst. Toen ze drie maanden oud was emigreerde haar familie naar Israël waar ze opgroeide. Op zevenjarige leeftijd emigreerde ze met haar familie naar Canada, waar ze verder opgroeide in Vancouver.

## Carrière
Harlow begon in 2007 met acteren in de film My Name Is Sarah, waarna zij nog meerdere rollen speelde in films en televisieseries. In 2007 won zij een Leo Award met haar rol in de televisieserie The Guard, in de categorie Beste Optreden door een Gastactrice in een Televisieserie.

## Filmografie

### Films
Uitgezonderd korte films.
- 2021 Trigger Point - als Monica Kane
- 2019 The Tomorrow Man - als Tina
- 2018 Instant Family - als Brenda
- 2016 We're Still Together - als Claire
- 2016 The Jury - als Melody
- 2015 Lost After Dark - als Marilyn
- 2012 The Horses of McBride - als Monica
- 2012 The Tall Man - als Christine
- 2009 The Farm - als Coco Medina
- 2009 2012 - als kassière
- 2009 Jennifer's Body - als gotisch meisje
- 2009 Living Out Loud - als Jenny Skinner
- 2008 Run Rabbit Run - als Nina
- 2008 Sheltered Life - als Kendra
- 2007 Juno - als stoer meisje
- 2007 My Name Is Sarah - als Lola

### Televisieseries
Uitgezonderd eenmalige gastrollen.
- 2024 Star Trek: Discovery - as Moll - 10 afl.
- 2021 Titans - als Molly Jensen - 4 afl.
- 2021 Queen of the South - als Samara Volkova - 2 afl.
- 2020 Next - als Gina Graham - 10 afl.
- 2019-2020 The Rookie - als Bianca Windle - 2 afl.
- 2014-2019 The 100 - als Maya Vie - 13 afl.
- 2017-2018 Agents of S.H.I.E.L.D. - als Tess - 5 afl.
- 2017 Rogue - als Sadie Newsom - 5 afl.
- 2015-2016 Heroes Reborn - als Taylor Kravid - 9 afl.
- 2014 The Killing - als Kat Nelson - 3 afl.
- 2014 Bitten - als Amber - 3 afl.
- 2010 Fringe - als kassière - 2 afl.
- 2008-2009 The Guard - als Tina Renwald - 12 afl.
- 2008 The Andromeda Strain - als Leila - 2 afl.